# Kyrknäs
Kyrknäs är en ort i Vitsands socken i Torsby kommun i norra Värmland vid västra stranden av Övre Brocken utmed E45. Fram till och med år 2000 klassade SCB Kyrknäs som en småort.